# Die Schwestern (Novellensammlung)

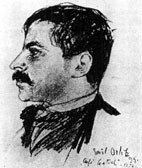
Jakob Wassermann
(* 1873; † 1934)

Das Buch Die Schwestern enthält drei historische Novellen von Jakob Wassermann. S. Fischer verlegte den kleinen Band 1906. Die Texte waren zuvor ab 1904 in Fischers „Neuer Rundschau“ erschienen.
Miteinander verschwistert sind die drei Titelfiguren – die Spanierin Johanna aus dem 15./16. Jahrhundert, die Engländerin Sara aus dem 18. Jahrhundert und die Französin Clarissa aus dem 19. Jahrhundert – in dem Sinne: Die Liebe der Frauen zu dem jeweiligen Mann wird nicht erwidert. Jedes der drei Schicksale endet tragisch.

## Inhalt

### Donna Johanna von Kastilien
Bevor Philipp die Ehe mit Johanna vollziehen kann, muss jeder der beiden Partner gewisse Ressentiments überwinden. Johanna stößt der Hang des Gatten zum Gemeinen, Lüsternen, Schmutzigen und Verruchten ab. Philipp schreckt vor der dämonischen Aura seiner Gattin zurück. Er fürchtet sich vor ihr. Trotzdem überwinden beide ihre Abneigungen. Aus der Verbindung gehen sechs Kinder hervor; anno 1500 wird Karl in Gent geboren. Von einem Königshaus, das Ketzer brennen lässt, werden die Neugeborenen der zunehmend deprimierten Mutter eins nach dem andern genommen und weit entfernt bei Hofe oder gar in Flandern aufgezogen. Wenn sich die Schwangere nach dem Gemahl sehnt, ist dieser zumeist abwesend. Philipp geht gewöhnlich seinen Vergnügungen nach, hält sich monatelang auswärts auf und verliert Johanna dabei gleichsam aus seinem Innern. Als dann noch Johanna von der Affäre ihres Mannes mit der schönen Portugiesin Benigna von Latiloe erfährt, lässt sie ihn vergiften. Bald aber will Johanna ihren Philipp wiederhaben. Der Tote wird exhumiert. Die schwermütige Johanna folgt dem Sarg Philipps von Spanien aus auf dem Landwege bis nach Gent zu ihrem etwa 10-jährigen Sohn Karl. Auf dem Rückwege verfällt die Frau in Wahnsinn. Der Sarg wird im verschneiten Gebirge durch Witterungsunbilden stark beschädigt. Der Herzog von Savoyen lässt die sterblichen Überreste Philipps nach Burgos überführen. Johanna überlebt den Gatten um Jahrzehnte. Wassermann umschreibt ihr Ende: „Es dunkelte, und sie stieg herab. Ihr Herz verschnürte sich bang und mit dem letzten Funken des vergehenden Bewußtseins seufzte sie einem ungetrösteten Tod entgegen.“

### Sara Malcolm
Anno 1732 wird Sara, eine Wäscherin, auf der Straße nahe bei Templebar verletzt und bewusstlos aufgefunden. Mrs. Duncomb nimmt die junge Frau von „kindlich schmaler Gestalt“ in ihrem Logierhaus als Dienstmädchen auf. Sara hatte – so stellt sich heraus – Umgang mit Diebsgesindel gehabt. Sie kann das Stehlen nicht lassen. Einem Gast im Logierhause, dem jungen schottischen Edelmann Francis Rhymer, entwendet sie einen goldenen Becher – ein Brautgeschenk. Sara erkennt den Fremden. Er kam in einem ihrer Traumgesichte vor. Darin hatte er sich mit ihr vermählt und „sie beglückt“.
Während Saras Abwesenheit wird Rhymer von zwei ehemaligen Spießgesellen Saras umgebracht. Der goldene Pokal wird bei Sara gefunden. Die Diebin wird des Mordes verdächtigt und zum Tode verurteilt. Während der Haft bemerkt und verheimlicht Sara ihre Schwangerschaft. Lieber nimmt die Frau ihr ungeborenes Kind mit in den Tod als von dem Recht auf Verschonung einer Schwangeren Gebrauch zu machen.

### Clarissa Mirabel
Im Jahr 1817 wird der Advokat Fualdes aus Rhodez am felsdurchsetzten Ufer des Aveyron tot aufgefunden. Aus den Begleitumständen schließt die Strafverfolgungsbehörde auf Mord. Der Tat verdächtigt wird unter anderem ein Neffe des Advokaten, ein gewisser Bastide Grammont. Bastide wird inhaftiert. Als Tatzeugin sagt Clarissa Mirabel über ihre Begegnung mit Bastide Grammont am Tatort, einem Hause in Rhodez, aus. Bei der Begegnung – Clarissa war zufällig in das Haus geraten – war der 35-jährigen Witwe schlaglichtartig klar geworden, Bastide konnte kein Mörder sein. Sie war ihm schon einmal – wieder zufällig – bei einer morgendlichen Wanderung in freier Natur begegnet. Wassermann schreibt: „… während sie durch die sonnebeglänzten, feuchten Gebüsche schritt, über sich das Jubeln der Singvögel und das glühende Blau der Himmelskugel, unter sich die wie ein Leib atmende Erde, hatte sie einen Mann von mächtigem Gliederbau gewahrt, der aufrecht dastand, barhäuptig, die Nase in der Luft und mit einer überirdischen Begierde, mit aufgerissenen Augen genoß, was eben zu genießen war: die Düfte, die Sonne, die berauschende Feuchtigkeit, den Glanz des Äthers. Er schien dies alles zu riechen, er schnupperte wie ein Hund oder wie ein Hirsch und indes sein nach oben gekehrtes Gesicht eine entfesselte, lachende Befriedigung zeigte, zitterten die herabhängenden Arme wie in Krämpfen.“ Seitdem träumt Clarissa von diesem Mann.
Bastide will während der Gerichtsverhandlung seine Verehrerin nicht wiedererkennen. Die Verschmähte sagt falsch – also gegen ihren „Waldmann und Erddämon“ – aus. Der Verdächtige wird daraufhin zum Tode verurteilt. Clarissa bringt sich um.

## Selbstzeugnis
1933 in den „Selbstbetrachtungen“ lässt der Autor nur das nach 1920 Geschriebene gelten. Ausdrücklich nennt er in dem Zusammenhang unter anderem auch „Die Schwestern“ als Vorarbeit von literarischen Werken zur Erhebung der Heutigkeit zum Bild.

## Form und Interpretation
Etliche Sätze aus den drei kleinen Frühwerken Wassermanns enthalten Poetisches. Zudem wird wenig ausposaunt. Der Leser benötigt Phantasie, wenn er zum Beispiel ahnt: Sara wünscht sich den sorglos schlafenden jungen Rhymer als den Vater ihres ungeborenen Kindes. Ein anderes Beispiel ist die Darstellung der Liebe Clarissas. Wassermann hält in dem Fall einen Schwebezustand durch: Der Leser kann das Geschehene von Clarissas Wunschvorstellungen überhaupt nicht trennen. Schon in der Hinsicht erscheinen die letzten beiden der drei Novellen als handwerklich solide Produkte.
Die Novelle „Clarissa Mirabel“ besticht durch die glaubhafte Schilderung eines Strafprozesses. Zahlreiche Verdächtige aus Rhodez wollen sich durch Lügenmärchen ent- und den Nachbarn belasten.

## Rezeption
- Zwar sei das Büchlein anno 1906 kein Bestseller gewesen, doch Hofmannsthal habe die drei Texte in „Unterhaltungen über ein neues Buch“[6] gelobt und mit Wassermann kritisch durchgesprochen.[7]
- Gern baue Wassermann Gruseleffekte in seine Novellen ein.[8] In Clarissa Mirabel habe sich der Autor des Falles Maurizius erstmals der Arbeit der Gerichte angenommen.[9]

### Erstausgabe
- Jakob Wassermann: Die Schwestern. Drei Novellen. S. Fischer, Berlin 1906.

### Verwendete Ausgabe
- Jakob Wassermann: Die Schwestern. Salzwasser Verlag, Paderborn 2011, ISBN 978-3-943185-49-2.

### Sekundärliteratur
- Rudolf Koester: Jakob Wassermann. Morgenbuch Verlag, Berlin 1996, ISBN 3-371-00384-1.
- Peter Sprengel: Geschichte der deutschsprachigen Literatur 1900–1918. Beck, München 2004, ISBN 3-406-52178-9.
- Jakob Wassermann: Selbstbetrachtungen. Marta zugeeignet. Salzwasser Verlag, Paderborn 2011, ISBN 978-3-8460-0022-9 (Erstausgabe 1933 (Koester, S. 90 oben, Eintrag 1933)).